# Kosilo (Velázquez)
Kosilo ali Trije možje za mizo je slika, ki jo je Diego Velázquez naslikal v svojem prvem obdobju v Sevilji okoli 1617–1618 in je ohranjena v muzeju Ermitaž v Sankt Peterburgu. Pripadala je carici Katarini II., že ob koncu 18. stoletja je bila v Ermitažu in velja za flamsko slikarstvo. Od leta 1895 se soglasno pripisuje Velázquezu.

## Opis slike
Platno prikazuje dnevni prizor, značilen za seviljsko dobo Velázqueza. Prikazuje tri moške, ki predstavljajo tri starosti človeka, sedeče za mizo, prekrito z belim prtom, na katerem leži krožnik školjk, kozarec vina in več kosov kruha. Za liki temo stene razbije klobuk in z njega viseči nabor.
Zdi se, da so modeli, uporabljeni za like na levi in desni, isti, kot jih je Velázquez uporabil v svojih delih Sveti Pavel in Skušnjava sv. Tomaža.
Obstaja še ena različica te slike, ki se pod naslovom Kmečko kosilo hrani v Muzeju lepih umetnosti v Budimpešti.